# 丘寵児
丘 寵児（おか ちょうじ、1909年1月7日 - 1977年3月23日）は、日本の俳優。広島県出身。日本映画俳優学校卒。本名は仙石 治一。マキノ映画製作所で助監督を経て、松竹下加茂撮影所、新興キネマ、東宝、榎本健一一座、金語楼劇団、吉本興業に所属していた。
1977年3月23日、肺癌のため東京都港区虎ノ門の虎の門病院で死去。68歳没。

## 出演作品

### 映画
- 総動員（1930年） - 頼吉
- 江戸へ帰った退屈男（1931年） - なめくじ
- 鶴八鶴次郎（1938年） - 観客
- なやましき五人男（1950年） - 崎田長七
- エノケンの天国と地獄（1954年） - 天国の巡査
- お笑い捕物帖 八ッあん初手柄（1955年） - 浪人
- 夫婦善哉（1955年） - 新聞記者・山谷
- チエミの初恋チャッチャ娘（1956年） - 大橋守
- ならず者（1956年） - 兵太
- 与太者と若旦那（1956年） - 小川
- 箱入娘と番頭（1956年） - 庄一郎
- 五十年目の浮気（1956年） - 桝本
- 遠山の金さん捕物控 影に居た男（1956年） - 六助
- アチャコ行状記 親馬鹿天国（1956年） - 佐々木
- サザエさん（1956年） - 女性クラブ編集長
- アチャコ行状記 嫁取り試験（1956年） - 岡村支配人
- てんてん娘 てんてん娘に花が咲く（1956年） - ふぐ寅
- 次郎長意外伝 大暴れ三太郎笠（1957年） - 加倉井典膳
- 浪人街（1957年） - 居酒屋亭主
- 生きている小平次（1957年） - 役者
- 東北の神武たち（1957年） - 春永の父っさん
- 花嫁は待っている（1957年） - 松平（とり松）
- おトラさん（1957年） - 放送局重役
- 続々大番 怒涛篇（1957年） - 稲川留太郎
- サザエさんの青春（1957年） - 空き巣狙い
- 金語楼の成金王（1958年） - 草野留吉
- お父さんはお人好し 家に五男七女あり（1958年） - 田村社長
- お父さんはお人好し 花嫁善哉（1958年） - 田村社長
- おトラさんのホームラン（1958年） - 泥棒
- 花ざかりおトラさん（1958年） - 泥棒
- 喧嘩も楽し（1958年） - 隅田虎三
- 大笑い捕物帖（1958年） - 近江屋宗右衛門
- お笑い夫婦読本（1958年） - 魚屋
- ちゃっきり金太（1958年） - 小原葉太郎
- 続ちゃっきり金太（1958年） - 小原葉太郎
- おトラさんの公休日（1958年） - 押し売り
- 彼奴は誰だッ（1958年） - 中華料理店主
- 人魚昇天（1958年） - 曹長の六
- 大江戸千両祭（1958年） - 三吉
- 裸の大将（1958年） - 闇市の乞食
- 次郎長意外伝 灰神楽木曽の火祭（1958年） - 法印の大五郎
- 勢揃い江戸っ子長屋（1958年） - 佐兵衛
- 夜の配役（1959年） - 戸田
- 大笑い江戸っ子祭（1959年） - 雲竹斎
- おしゃべり奥様（1959年） - 曽根雄介
- 奥様三羽烏（1959年） - 曽根雄介
- サラリーマン出世太閤記 課長一番槍（1959年） - 黒田
- 大学の28人衆（1959年） - 外科部長
- 森の石松幽霊道中（1959年） - 松五郎
- サザエさんの新婚家庭（1959年） - 病院の主治医
- サラリーマン十戒（1959年） - デパート化粧品売り場主任
- 槍一筋日本晴れ（1959年） - 藤堂軍之進
- 爆笑水戸黄門漫遊記（1959年） - 斧大九郎
- サザエさんの脱線奥様（1959年） - 良太の父
- 天下の大泥棒 白浪五人男（1960年） - 押し売り
- サラリーガール読本 むだ口かげ口へらず口（1960年） - 宿の主人
- 落語天国紳士録（1960年） - 芸能社の男
- 恐妻党総裁に栄光あれ（1960年） - デスク
- 噛みついた若旦那（1960年） - 山本謙一郎
- サラリーマン御意見帖 出世無用（1960年） - 虎さん
- サラリーガール読本 お転婆社員（1960年） - 津田庶務課長
- 幽霊繁盛記（1960年） - 松吉
- 若旦那奮戦す（1960年） - 岡村
- 八百屋お七 江戸祭り一番娘（1960年） - 伊藤忠之進
- 姉さん女房（1960年） - 小野
- 駄々っ子亭主 続姉さん女房（1960年） - 小野
- 花のセールスマン 背広三四郎（1960年） - 村田販売部長
- 猫と鰹節（1961年） - 石川
- 出世コースに進路を取れ（1961年） - 伝吉
- サラリーマン奥様心得帖（1961年） - 山根課長
- 背広三四郎 男は度胸（1961年） - 村田販売部長
- 背広三四郎 花の一本背負い（1961年） - 村田部長
- 福の神 サザエさん一家（1961年） - 交通係の巡査
- 特急にっぽん（1961年） - 森山食堂長
- 大学の若大将（1961年） - 支配人
- 続サラリーマン弥次喜多道中（1961年） - 吉野
- アワモリ君売出す（1961年） - カバ山万三
- トイレット部長（1961年） - 駅長
- 新入社員十番勝負（1961年） - 編集長
- アワモリ君乾杯!（1961年） - カバ山万三
- 二人の息子（1961年） - タクシー社長
- カミナリお転婆娘（1961年） - 堀尾伝造
- ガンパー課長（1961年） - 島田
- アワモリ君西へ行く（1961年） - カバ山万三
- サラリーマン 権三と助十（1962年） - 中島重役
- その場所に女ありて（1962年） - 宣伝部長
- 女難コースを突破せよ（1962年） - 伝吉
- 雲の上団五郎一座（1962年） - 勝見竜之助
- 豚と金魚（1962年） - 吉川精一郎
- 青べか物語（1962年） - すし屋の主人
- やくざ判官（1962年） - 六助
- 右門捕物帖 紅蜥蜴（1962年） - ちょんぎれの松
- 稲妻峠の決斗（1962年） - 一本売りの棒八
- 地獄の影法師（1962年） - 甚助
- サラリーマン権三と助十 恋愛交差点（1962年） - 酔漢
- 風流温泉 番頭日記（1962年） - 長吉
- サラリーマン無鉄砲一家（1963年） - 由造
- 悪名高きろくでなし（1963年） - 署長
- 続雲の上団五郎一座（1963年） - 守山音弥
- お姐ちゃん三代記（1963年） - 大塚支配人
- 暁の合唱（1963年） - 附添の男
- いいかげん馬鹿（1964年） - 観光客の男
- 西の王将東の大将（1964年） - 岡田
- 十七才のこの胸に（1964年） - ラーメン屋親爺
- 大日本ハッタリ伝（1965年） - 野田
- 喜劇 ニューヨーク帰りの田舎ッペ（1967年） - 伸介
- 高校生無頼控（1972年） - 地裁係員

### テレビドラマ
- 青空にとび出せ!
- 雨だれ母さん
- あるぷす大将
- 一谷ドサ軍記
- いでゆの春
- いまに見ておれ
- 浮世絵 女ねずみ小僧
- 歌う日本意外史
- 大岡越前 第1部
- Oh!それ見よ
- おからの華
- 奥様はバラのトゲ
- 落ちる
- おトラさん
- 快獣ブースカ（1967年）
  - 第12話「ブースカと七人の魔術師」 - ケーキ店主人
  - 第37話「ナイナイ寺はドッキリ!」 - ナイナイ寺の和尚
- 河童の三平 妖怪大作戦
- 河童の園
- 家庭の幸福
- 黄色い風土
- 喜劇天国
- 木曽街道いそぎ旅
- 金語楼のお巡りさん
- 金助捕物帖
- 決定的瞬間
- 剣
- 剣客商売
- コメットさん（黒メガネの男）
- サザエさん
- 侍
- ジキルとハイド
- シャープクライマックス 人生はドラマだ
- 守衛さんの巻
- 新版 歌う弥次喜多
- 選手引抜き屋
- 大忠臣蔵（一八）
- 太陽にほえろ!
- だから大好き!（ウェン・タカノ）
- 東京の青い風
- 東京バイパス指令
- 独身のスキャット
- 特別機動捜査隊（中村 ほか）
- にっこり右門
- 人形佐七捕物帳（市川新五郎）
- 人情往診鞄
- 花嫁の日
- 百川
- 百人坊主
- 夫婦百景
- フジ三太郎
- 二人でお茶を
- 分教場の先生の巻
- 僕の見たもの聞いたもの
- ぼくらのお巡りさん
- ぼけなすトリオ
- 源義経
- 破れ傘刀舟悪人狩り
- 山彦屋の巻
- 横丁日記
- 寄席芸人
- 我が家は楽し
- 若君日本晴れ
- 火曜日の女シリーズ 木の葉の家（1972年、NTV）
- 水戸黄門 第5部 第16話「陰謀の罠 -広島-」（1974年、TBS / C.A.L） - 茶店の親父

### バラエティ
- ウォー!コント55号（1969年）